# حبارى البنغال

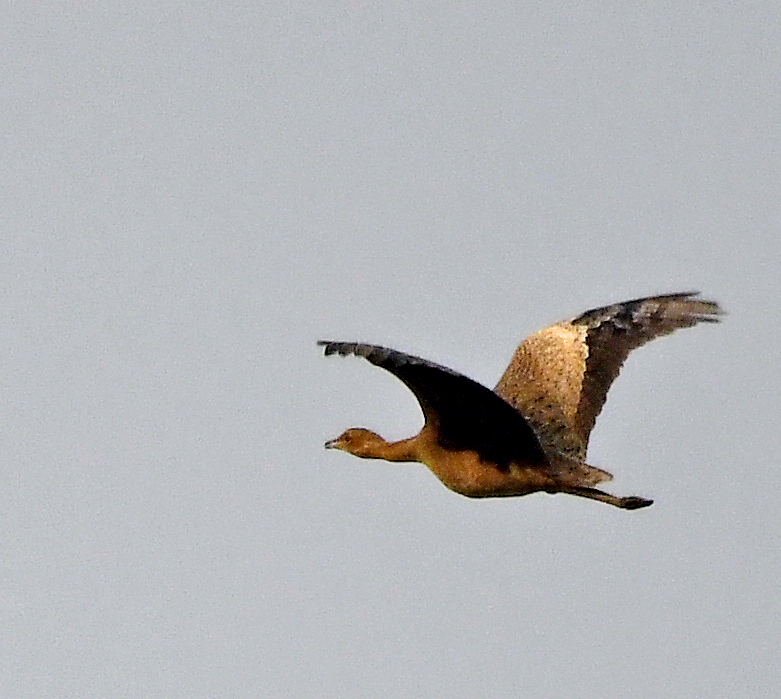
أنثى بالغة في رحلة في حديقة ماناس الوطنية

حبارى البنغال أو الفلوريكان البنغالي (الاسم العلمي: Houbaropsis bengalensis)، هو نوع من الحباريات موطنه شبه القارة الهندية وكمبوديا وفيتنام. تم إدراجه ضمن الأنواع المهددة بالانقراض على القائمة الحمراء للاتحاد الدولي لحفظ الطبيعة حيث يوجد أقل من 1000 حبارى فقط على قيد الحياة اعتبارًا من عام 2017. ويعتبر أصنوفة أحادية الطراز منالبنغال.

## وصف
يمتلك الذكر البنغالي ريشًا أسود يمتد من الرأس والرقبة إلى الأجزاء السفلية. ويحمل رأسه قمة طويلة نحيفة، والرقبة بها أعمدة عرض ممدودة. الجانب العلوي برتقالي مع حواف سوداء ناعمة وعلامات رأس على شكل سهم سوداء اللون، وهناك رقعة بيضاء كبيرة واضحة من أغطية الأجنحة إلى ريش الطيران. أثناء الطيران، تظهر أجنحة الذكر بيضاء بالكامل باستثناء ريش الأجنحة الداكنة. الأقدام والساقين صفراء، والمنقار والقزحية غامقة. الأنثى لونها بني برتقالي مشابه للون ظهر الذكر مع تاج بني غامق وخطوط داكنة ضيقة أسفل جانب الرقبة. أغطية جناحها أخف من الريميج ومغطاة بشريط مظلم ناعم. تبدو حبارى البنغال غير اليافعة كالأنثى. يتراوح طول حبارى البنغال البالغة من 66 إلى 68 سم (26-27 بوصة) ويبلغ طولها حوالي 55 سم (22 بوصة). الأنثى أكبر من الذكر وتزن بين 1.7–1.9 كـغ (3.7–4.2 رطل) مقابل 1.2–1.5 كـغ (2.6–3.3 رطل) عند الذكور.
عادة ما تكون حبارى البنغال صامتة، ولكن عند شعورها بعدم الراحة، تنطق صوتا رنانا يشبه "شيك شيك شيك". كما تعرض الذكور أصوات النعيق وتصدر صوت طنين عميق.
الطائر الوحيد الذي يشبه إلى حد بعيد الذكور البالغين من حبارى البنغال هو طائر الحبارى الأصغر (Sypheotides indica). هذا الحبارى هو الأصغر حجمًا وله رقبة أنحف بشكل عام، وذكورها لديها خصلات من الأعمدة مع أطراف مثلثية الشكل، وشريط أبيض بين الرقبة والظهر. الإناث متشابهة، ويمكن بسهولة الخلط بينها وبين صغار حبارى البنغال على أنهم إناث الحبارى الأصغر. هذه الأخيرة لها أغطية جناح بيضاء تقريباً، تشبه رقعة جناح الذكور.

## قراءة ممتعة
- جريميت، ر. إنسكيب، سي و ت. (1998). طيور شبه القارة الهندية. كريستوفر هيلم، لندن.(ردمك 0-7136-4004-9)رقم ISBN 0-7136-4004-9
- BirdLife International (BLI) (2007). [ تغييرات حالة القائمة الحمراء 2006-2007 ]. تم الاسترجاع 2007-أغسطس -26.
- BirdLife International (BLI) (2009). صحيفة حقائق عن الأنواع الفلورية البنغالية. تم الاسترجاع 2009-يونيو -11.
- رمادي، TN E ؛ طوق، N.J ؛ ديفيدسون، PJ A ؛ دولمان، ب. إيفانز، ت. فوكس، هـ. شمنان ح. بوري ر ؛ هوت، س. Van Zalinge RN (2009). توزيع وحالة وحفظ طائر البنغال الفلوريكي Houbaropsis bengalensis في كمبوديا. المنظمة الدولية لحماية الطيور (2009) 19: 1-14 تنزيل ملف PDF